# ハサン・レディック
ハサン・サミール・レディック（Haason Samir Reddick、1994年9月22日 - ）は、アメリカ合衆国ニュージャージー州カムデン出身のアメリカンフットボール選手。ポジションはアウトサイドラインバッカー（OLB）。NFLのタンパベイ・バッカニアーズに所属している。
カレッジフットボールはテンプル大学でプレーをし、2017年のNFLドラフトで1巡目全体13位でアリゾナ・カージナルスに指名された。

## 大学時代
2012年にウォークオンとしてテンプル大学のフットボールチームに入り、フレッシュマンイヤーにはランニングバックとセイフティでプレーした。4年生シーズンの2016年には、65タックル、10.5サックを記録し、オールAACの第2チームに選ばれた。

## プロキャリア
2016年11月14日、2017年のシニアボウルでプレーすることを発表し、ポジションをインサイドラインバッカーに変えた。2017年1月28日に、シカゴ・ベアーズのヘッドコーチのジョン・フォックスが指揮をとったノースチームでプレーし、サウスチームに16-15で敗れたものの、ゲームハイの9タックルを記録した。このシニアボウルでのパフォーマンスは、ドラフトでのレディックの評価を大幅に上げることとなった。
| 身長                             | 体重            | 腕 の 長 さ       | 手 の 大 き さ    | 40Yrd ダ ッ シ ュ | 10Yrd ス プ リ ッ ト | 20Yrd ス プ リ ッ ト | 20Yrd シ ャ ト ル | 3 コ 丨 ン ド リ ル | 垂 直 跳 び     | 立 ち 幅 跳 び      | ベ ン チ プ レ ス |
| -------------------------------- | --------------- | ----------------- | ----------------- | ----------------- | -------------------- | -------------------- | ----------------- | ------------------- | --------------- | ------------------- | ----------------- |
| 6 ft 1+1⁄2 in (187 cm)           | 237 lb (108 kg) | 32+3⁄4 in (83 cm) | 10+1⁄8 in (26 cm) | 4.52 s            | 1.59 s               | 2.62 s               | 4.37 s            | 7.01 s              | 36.5 in (93 cm) | 11 ft 1 in (3.38 m) | 24 回             |
| All values from 2017 NFL Combine |                 |                   |                   |                   |                      |                      |                   |                     |                 |                     |                   |

### アリゾナ・カージナルス時代
2017年のNFLドラフトで1巡目全体13位指名をされ、アリゾナ・カージナルスに入団した。同じ年に指名を受けたテンプル大学の選手には、レディックの他にディオン・ドーキンスとネイト・ヘアストンがいる。
2017年6月8日、カージナルスはレディックと1,340万ドルのルーキー契約を結んだ。
第1週のデトロイト・ライオンズ戦でNFLデビューと先発出場を果たし、シーズンハイの8タックルを記録した。第14週のテネシー・タイタンズ戦では、クォーターバックのマーカス・マリオタにキャリア最初のQBサックを記録した。

#### 2020年
2020年5月3日、カージナルスはレディックに5年目オプションを行使しなかったため、2021年にフリーエージェントとなることとなった。第6週のダラス・カウボーイズ戦では、クォーターバックのアンディ・ダルトンに2サックを記録した。第14週のニューヨーク・ジャイアンツ戦では、5サック、3ファンブルフォースを記録し、チームのフランチャイズ記録を樹立した。この活躍で、第14週のNFC週間最優秀守備選手賞に選ばれた。

### カロライナ・パンサーズ時代
2021年3月18日、カロライナ・パンサーズと1年契約を結び、大学時代のヘッドコーチのマット・ルールとともにプレーすることとなった。

### フィラデルフィア・イーグルス時代

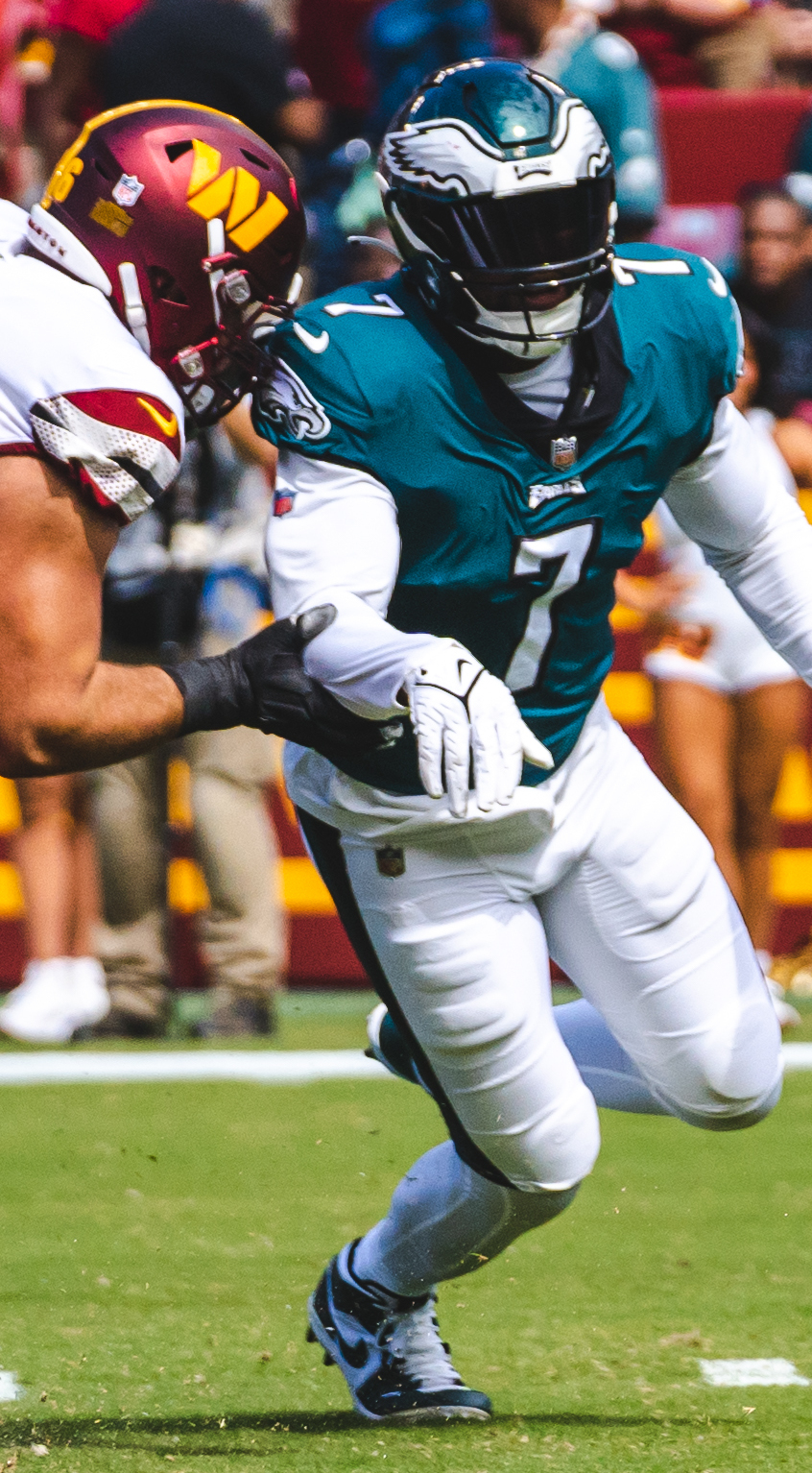
2022年のレディック

2022年3月16日、出身地に近く、母校テンプル大とホームスタジアムを共有する地元チームのフィラデルフィア・イーグルスと3年4500万ドルの契約を結んだ。第3週のワシントン・コマンダース戦では、1.5サック、1ファンブルフォースを記録した。翌週のジャクソンビル・ジャガーズ戦では、2サック、2ファンブルフォースを記録し、NFC週間最優秀守備選手賞に選ばれた。2022年のNFCチャンピオンシップゲームでは、2サックを記録した。また、対戦相手であるサンフランシスコ・49ersの先発QBであったブロック・パーディにファンブルフォースを決めた際に、パーディは利き腕を負傷し、ボールを投げることが困難となり、イーグルスが大勝を挙げるのに大きく貢献した。

### ニューヨーク・ジェッツ時代
2024年4月1日、ニューヨーク・ジェッツにトレードされた。代償は2026年のドラフト3巡目の権利であるが、2024年シーズンにレディックが67.5%以上のスナップでプレーし、かつ10個以上のサックを遂げれば2巡目の権利となる条件付きトレードである。
契約延長を拒否されたレディックは2024年8月までにトレードを要求したが、ジェッツは彼の要求を拒否した。レディックはトレーニングキャンプとプレシーズンの全てを欠場し、ジェッツはレディックを制限リストに入れた。これは彼がチームに復帰し再びプレーを始めるまで彼の給料は没収されることを意味したが、10月20日に契約に合意し、第8週より試合に出場している。

### タンパベイ・バッカニアーズ時代
2025年3月14日、タンパベイ・バッカニアーズと1年1400万ドルの契約を結んだ。